# Ким Юми
Ким Юми (кор. 김유미; род. 26 апреля 1990, Сеул) — южнокорейская фотомодель и актриса, «Мисс Корея 2012», участница конкурса красоты «Мисс Вселенная 2013». 

## Биография

### Ранние годы
Ким Юми родилась 26 апреля 1990 года в Сеуле.

### Образование и карьера модели
Она училась в Университете Конкук, где изучала киноведение. 
6 июля 2012 года Ким Юми была коронована как «Мисс Корея» после победы на национальном конкурсе красоты. Она получила право представлять Южную Корею на международном конкурсе красоты «Мисс Вселенная 2013», но по его итогам не пробилась в топ-16.

### Карьера актрисы
13 октября 2014 года было объявлено, что Ким Юми дебютирует как актриса в сериале «Кантабиле Нэ-иль», сыграв главную роль Чхэ До Ген — девушки главного героя. Затем Ким Юми снималась в видеоклипах на песни «My Home» и «Tomorrow Cantabile». 
Затем последовали главные роли в проектах «Вкусные отношения» и «Бон-сун — влюблённый киборг», где она сыграла Чой Со Хи. В марте 2017 года было объявлено, что Ким Юми снимается в дораме «Сияющий офис», где сыграла роль Ли Хёри — «холодной и бессердечной соседки», но при этом известной как «Добрая Хёри».
4 марта 2020 года Ким Юми подписала контракт с компанией «INN Company». 
25 сентября 2020 года было объявлено, что она станет ведущей шоу «Beauty & Booty Season 5» на телеканале «Donga TV». 26 октября 2020 года Ким Юми присоединилась к съёмочной группе фильма «Песня для моей любимой», где была утверждена на главную роль. Фильм вышел в марте 2023 года.